# 圆顶蜗牛
圆顶蜗牛（学名：Truncatella pfeifferi），是中腹足目截尾螺科Truncatella属的一种。主要分布于越南、韩国、台湾，常栖息在潮间带高潮线的海藻上。